# Vara (Estland)
Vara (deutsch: Warrol) ist eine ehemalige Landgemeinde im estnischen Kreis Tartu mit einer Fläche von 333,04 km². Sie hatte 1821 Einwohner (Stand: 1. Juni 2017). Seit 2017 gehört sie zur Landgemeinde Peipsiääre.
Vara liegt im Nordwesten des Landkreises, ca. 20 km von Tartu entfernt. Im Osten grenzt Vara an den Peipussee. Neben dem Hauptort Vara (416 Einwohner) gehörten zur Landgemeinde die Dörfer Ätte, Alajõe, Kargaja, Kauda, Keressaare, Koosa, Koosalaane, Kusma, Kuusiku, Matjama, Meoma, Metsakivi, Mustametsa, Papiaru, Pilpaküla, Praaga, Põdra, Põldmaa, Põrgu, Rehemetsa, Selgise, Sookalduse, Särgla, Tähemaa, Undi, Vara, Vanaussaia und Välgi.